# Dylan Moran
Dylan Moran (Navan, 3 novembre 1971) è un attore, comico e scrittore irlandese.
È maggiormente noto per aver recitato e co-scritto la sitcom televisiva Black Books, e per aver lavorato insieme a Simon Pegg in L'alba dei morti dementi (Shaun of the Dead) e Run Fatboy Run. Moran partecipa regolarmente a vari festival della commedia nazionali ed internazionali quali l'Edimburgo Fringe Festival, il Just for Laughs Comedy Festival di Montréal, l'International Comedy Festival di Melbourne e il Kilkenny Comedy Festival.

## Biografia

### Le origini
Moran è nato a Navan, County Meath, in Irlanda. Ha frequentato la St. Patrick's Classical School (assieme al comico, nonché suo amico, Tommy Tiernan). Ha abbandonato gli studi all'età di 16 anni senza aver conseguito alcun titolo di studio.

### Carriera
Moran ha cominciato ad appassionarsi alla commedia all'età di 20 anni dopo aver assistito ad alcuni show di vari comici tra i quali Ardal O'Hanlon al "Comedy Cellar", un piccolo (90 posti) comedy club situato a Dublino. Nel 1992 ha cominciato a tenere i suoi primi show proprio nello stesso locale, e, sebbene fosse nervoso, ottenne una buona risposta da parte del pubblico. Tra il 1995 e il 1996, Moran ha tenuto una piccola rubrica per l'Irish Times.
Il talento di Moran fu riconosciuto nel 1993 quando vinse il premio "So You Think You're Funny" al Festival di Edimburgo. Nel 1996, all'età di 24 anni, vinse il Perrier Comedy Award al Festival di Edimburgo, divenendo così la persona più giovane ad aver vinto quel premio. Nel 1997 tenne nel Regno Unito il suo primo tour comico intitolato: Gurgling For Money. In seguito, prese parte a vari festival comici tra i quali l'Hay Festival, il Just for laughs di Montréal, il Vancouver Comedy Festival e il Festival di Edimburgo.
Nel 1998 Moran ottenne il suo primo ruolo televisivo, recitando assieme a Charlotte Coleman nella sitcom How Do You Want Me? in onda per la BBC 2, nella quale interpretò la parte di "Ian Lyons". Nel 1999 ottenne una piccola parte nel celebre film Notting Hill, nella quale ha interpretato "Rufus" il ladro.
Nel 2000 fu trasmessa in onda per la prima volta su Channel 4 Black Books. La sitcom era originariamente un'idea di Moran, che riuscì a realizzarla grazie all'aiuto del co-scrittore ed amico Graham Linehan. Il protagonista della serie è il libraio Bernard Black, un ubriacone, inetto, miserabile e asociale. La seconda stagione fu trasmessa nel 2002, ma il vero successo si ebbe con la terza, trasmessa nel 2004, che fu accolta con grande entusiasmo da parte della critica e dai fans. Nello stesso anno, Moran fece apparizione come protagonista nel film, L'alba dei morti dementi (Shaun of the Dead) nel quale ha recitato nella parte di David.
Nel 2004 Moran partì nuovamente in tour portando in giro i suoi nuovi show Monster I e Monster II, tenne alcune date anche a New York e a Milano, oltre che in Gran Bretagna e Irlanda. Il tour fu descritto dal Times come un "masterclass of comic charisma: swinging from topic to topic in a manner seemingly spontaneous but actually tightly organised" (capolavoro di carisma comico: passando da un argomento all'altro in una maniera apparentemente spontanea ma in realtà strettamente organizzata.
Durante il tour di Monster II, e più precisamente il 28 maggio al Vicar Street di Dublino per la prima volta è stato filmato e messo in DVD uno show di Moran, successivamente messo in vendita lo stesso anno. Nel 2004 ha fatto parte della "British Comedy Invasion" (che annoverava nel cast i migliori comici Britannici tra i quali Eddie Izzard, il comico irlandese Tommy Tiernan e Bill Bailey, già suo compagno in "Black Books") che si è tenuta a New York, città nella quale, Moran ha fatto in seguito ritorno mettendo in scena per un mese intero uno show al Village Theatre.
Il suo terzo tour, intitolato Like, Totally, va in scena la prima volta al Buxton Opera House il 3 maggio 2005. Come per i suoi precedenti tour, lo show è accompagnato da vignette disegnate dallo stesso Moran e proiettate dietro di lui. Il DVD del tour è stato messo in vendita nel dicembre del 2005.
Moran ha interpretato il personaggio di "Gordon" nel film commedia Run, Fat Boy, Run, distribuito il Settembre del 2007.
Nel giugno del 2008 Dylan Moran si è esibito assieme ad Ardal O'Hanlon e Tommy Tiernan alla Liverpool Arena in "The Three Fellas" ("I tre compari").
Tra ottobre e novembre del 2008 si è svolto il tour del nuovo show di Moran intitolato "What It Is", che ha toccato tutto il Regno Unito. Partito dalla Grand Opera House di York, si è chiuso al New Theatre di Oxford.

### Premi e riconoscimenti
Dylan Moran ha vinto il premio So You Think You're Funny? nel 1993, e il Perrier Award nel 1996, entrambi al Fringe Festival di Edimburgo. In seguito ha però "respinto" l'ultimo definendolo come "a load of media rubbish" (Spazzatura dei media), e, affermando che l'avrebbe maggiormente meritato Bill Bailey.
Nel sondaggio intitolato "Greatest Comedy Stand-up" e commissionato da Channel 4, si è piazzato al 17º posto.
Moran è stato nominato "the greatest comedian, living or dead" dal noto quotidiano Europeo, Le Monde nel Luglio del 2007
Ha inoltre vinto due volte il premio televisivo "BAFTA" per la migliore sitcom (Best Situation Comedy), entrambe le volte per Black Books.

### Vita privata
Dylan si è sposato con sua moglie Elaine il 4 settembre del 1997 a Londra. Hanno due bambini, Siobhan e Simon, che appaiono spesso nei suoi show. La sua famiglia risiede a Edimburgo.

## Filmografia

### Cinema
- Notting Hill, regia di Roger Michell (1999)
- Actors (The Actors), regia di Conor McPherson (2003)
- L'alba dei morti dementi (Shaun of the Dead), regia di Edgar Wright (2004)
- A Cock and Bull Story, regia di Michael Winterbottom (2006)
- Tell It to the Fishes, regia di William Sinclair - cortometraggio (2006)
- Run Fatboy Run, regia di David Schwimmer (2007)
- A Film with Me in It, regia di Ian Fitzgibbon (2008)
- Una sposa in affitto (The Decoy Bride), regia di Sheree Folkson (2011)
- Good Vibrations, regia di Lisa Barros D'Sa e Glenn Leyburn (2012)
- Breakfast Wine, regia di Ian Fitzgibbon - cortometraggio (2013)
- Calvario (Calvary), regia di John Michael McDonagh (2014)
- Metal Heart, regia di Hugh O'Conor (2018)
- Baton, regia di Albert Moya - cortometraggio (2018)
- Pixie, regia di Barnaby Thompson (2020)

### Televisione
- How Do You Want Me? - serie TV, 12 episodi (1998-1999)
- Black Books - serie TV, 18 episodi (2000-2004)
- Little Crackers - serie TV, episodio 3x06 (2012)
- Rubenesque, regia di Annie Griffin - film TV (2013)
- Uncle - serie TV, 4 episodi (2017)